# Marek Krawczyk (wydawca)

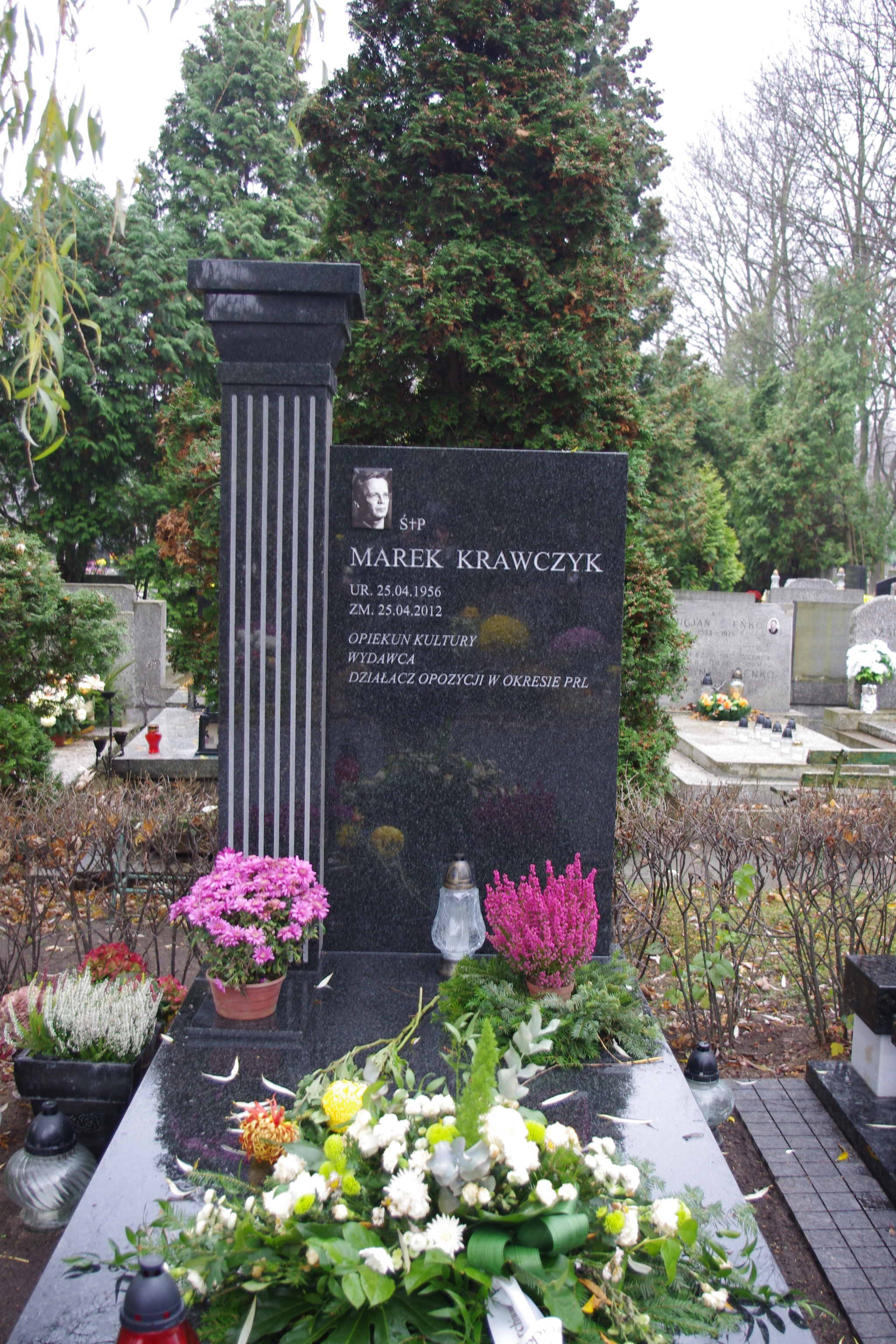
Grób Marka Krawczyka na Cmentarzu Wojskowym na Powązkach

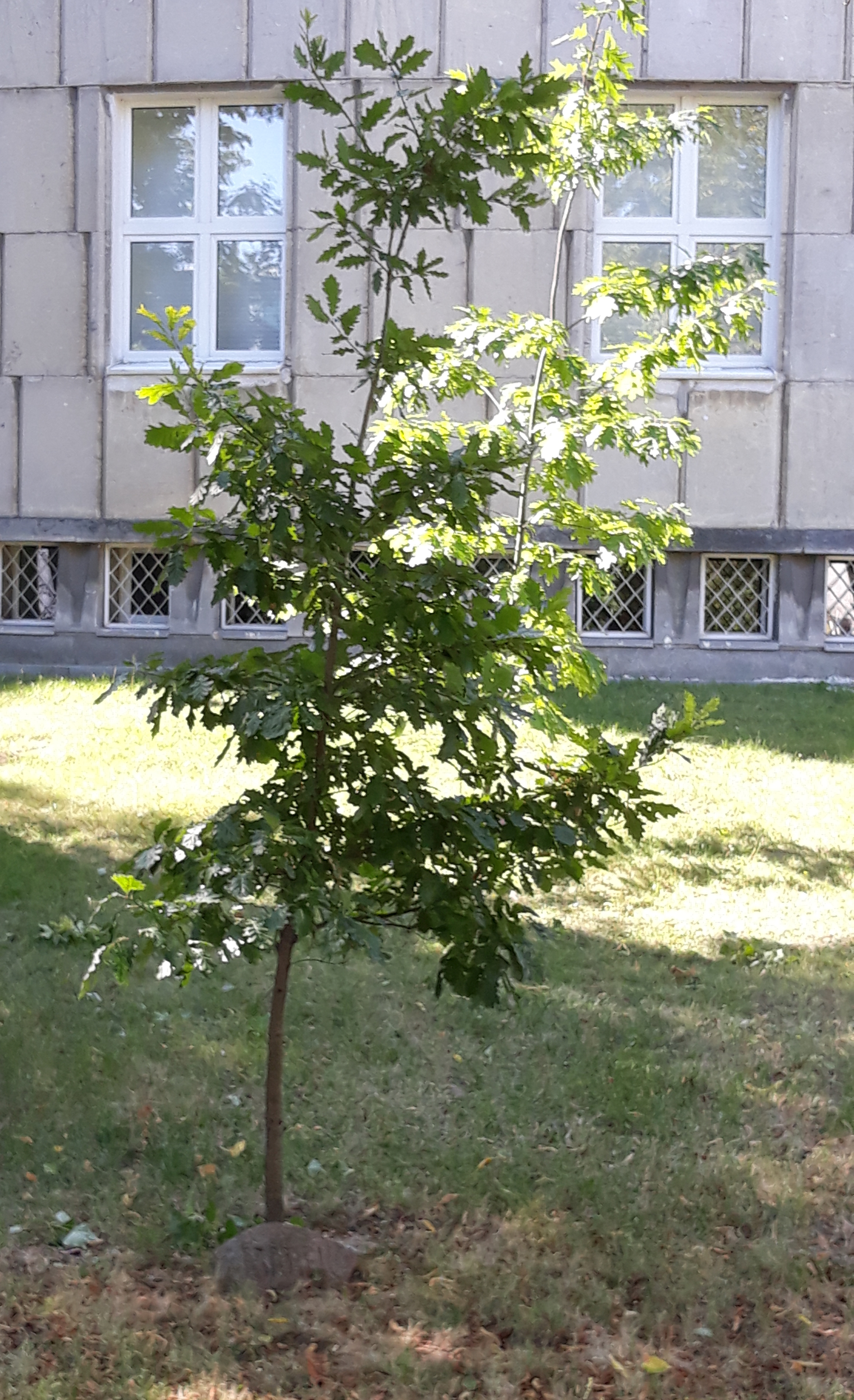
Dąb „Marek” przed Archiwum Akt Nowych

Marek Krawczyk (ur. 25 kwietnia 1956 w Warszawie, zm. 25 kwietnia 2012 tamże) – polski wydawca, działacz opozycji w okresie PRL.

## Życiorys
W 1975 został absolwentem stołecznego Liceum Ogólnokształcącego im. Hugona Kołłątaja. Do 1980 pracował m.in. w Ośrodku Rozpowszechniania Wydawnictw Naukowych Polskiej Akademii Nauk. Od 1979 związany z opozycją antykomunistyczną, w 1981 pracował w „Tygodniku Solidarność”. Po wprowadzeniu stanu wojennego współpracował z pismem drugiego obiegu „Wiadomości”, w styczniu 1982 tymczasowo aresztowany, w lutym tego samego roku skazany na karę pozbawienia wolności z warunkowym zawieszeniem jej wykonania. Ponownie pozbawiony wolności z przyczyn politycznych od marca do lipca 1983. W latach 80. związany z podziemnymi wydawnictwami, m.in. jako jeden z organizatorów firmy Mysia 5 rozprowadzającej na terenie kraju kilkanaście tysięcy egzemplarzy „Tygodnika Mazowsze”. W maju 1984 został ciężko pobity przez nieustalonych sprawców. Od połowy lat 80. blisko współpracował z Jerzym Giedroyciem.
W 1990 był wśród założycieli Polskiej Izby Książki oraz Porozumienia Wydawców Książki Historycznej. Pełnił funkcję wiceprezesa zarządu Fundacji Pomocy Bibliotekom Polskim (1990–1992), kierował wydawnictwem, zainicjował powołanie Towarzystwa Opieki nad Archiwum Instytutu Literackiego w Paryżu, którego był przewodniczącym. Doradzał ministrowi kultury i dziedzictwa narodowego Andrzejowi Zakrzewskiemu. Współtworzył Stowarzyszenie Wolnego Słowa.
W 2010 z rekomendacji klubu parlamentarnego PO zgłoszony do rady programowej Telewizji Polskiej, następnie wybrany na jej przewodniczącego.
Został pochowany w Alei Zasłużonych na Powązkach Wojskowych w Warszawie (kwatera D31-tuje-8).

## Odznaczenia, wyróżnienia i upamiętnienie
W 2011 prezydent Bronisław Komorowski odznaczył go Krzyżem Oficerskim Orderu Odrodzenia Polski. W 2009 otrzymał nagrodę Ikar.
Po jego śmierci jego zbiory archiwalne zostały przekazane przez rodzinę do Archiwum Akt Nowych. W ramach uhonorowania przed budynkiem archiwum posadzono dąb pamiątkowy nazwany „Marek”.